# Petits Mythes urbains
Petits Mythes urbains est une série télévisée d'anthologie en coproduction française-allemande-britannique en 25 épisodes de 7 minutes, créée par David T. Reilly et Nick Stillwell, et diffusée à partir du 13 juillet 2004 sur 13ème rue.
Au Québec, elle a été diffusée dans un format de 22 minutes à partir de janvier 2006 sur Mystère.

## Synopsis
Un chauffeur de taxi raconte à ses clients des histoires à faire frémir, des récits tirés du folklore des villes, des mythes urbains insolites, déroutants, effrayants…

## Distribution
- Omar Sharif : le chauffeur de taxi

## Production
La série a été tournée à Bordeaux ainsi que dans la ville de Québec.

## Épisodes
1. À tout prendre
2. Chambre 301
3. Étrange consultation
4. Témoin à charge
5. Bien dans sa peau
6. À malin, malin et demi
7. Le Piège
8. Le Voisin
9. SOS dépannage
10. Une chanson douce
11. Courageux mais pas téméraire
12. Trajet à haut risque
13. Mort clinique
14. Mort sans ordonnance
15. Allô ?
16. Le Clown
17. Scalpel illégitime
18. Meurtre en promotion
19. Jeu de mort
20. Égaré
21. Mort ou vif
22. Une nuit inoubliable
23. Un bon père de famille
24. Sexes en eaux troubles
25. Mortelles fiançailles